# Comité des mal-logés
Le Comité des mal-logés est un ancien collectif parisien fondé en novembre 1986 par des militants autonomes du groupe Prolétaires Pour Le Communisme ayant participé à l'ouverture du squat du 67 rue des Vignoles, dans le 20e arrondissement de Paris. Le collectif est dissous en 1994.

## Histoire
Le Comité des Mal-Logés (CML) tient une permanence dans ce squat et ouvre de nombreux autres squats dans Paris, principalement des logements HLM appartenant à l’État, ce qui sera sa revendication légitime (Un logement décent et garanti à un prix raisonnable n’excédant pas 20 % des revenus du ménage), parfois 22 logements d'un coup dans le même immeuble.
Cette focalisation sur l'occupation et la revendication du logement social d’État est sa caractéristique fondamentale et le fait se dissocier des autres composantes humanitaires qui réclament l'entassement des familles dans des taudis ubuesques et inflammables.
En janvier 1989, le CML ouvre un nouvel immeuble entier de 22 appartements HLM au 92 rue de la Fontaine au Roi (Paris) (11e arrondissement) où il installe une seconde permanence.
Le 2 mai 1990, les deux squats de la rue des Vignoles (Paris) et de la rue de la Fontaine au Roi (Paris),  sont expulsés.
Avec le soutien de militants associatifs du quartier, ces familles du CML organisent alors un campement sur la place de la Réunion qui va durer quatre mois, jusqu'au mois de septembre.
Grâce à la mobilisation de nombreuses associations, syndicats et partis politiques de gauche et à la médiatisation de leur cause, mais également grâce à leur opiniâtre résistance solidaire un médiateur est nommé qui procèdera au relogement des dites familles.
Un film de Michael Hoare, Place de la Réunion, réalisé en 1992, revient sur cet épisode marquant de la lutte pour le logement décent pour tous de cette époque. Celle-ci a duré plusieurs mois, et a eu lieu à la suite de l’expulsion de ces deux squats où le Comité des Mal-Logés tenait des permanences.
Au mois de juin, le CML ouvre deux nouvelles permanences au 13 rue du Tunnel (Paris) (dans le  19e arrondissement), siège du réseau anti-expulsion de logement, et au 34 rue des Vignoles (dans le  20e arrondissement), siège du journal autonome Quilombo.
À l'initiative de SOS Racisme, du PS et des futures composantes de la Gauche Plurielle de gouvernement, Jean-Baptiste Eyraud quitte le Comité des Mal-Logés pour fonder l'association Droit Au Logement en déclarant ouvertement n'avoir jamais adhéré à la charte du comité et avoir pris des décisions personnelles sans en avoir référé à son assemblée générale, seul lieu de décision du comité, en rupture avec les adhérents autonomes du Comité des Mal-Logés qui refusent toute étude des dossiers au cas par cas et mènent une concertation quotidienne avec les autorités municipales afin d'obtenir un relogement dans des conditions décentes, à savoir des logements HLM proches des lieux de travail, ce qu'ils obtiendront du médiateur nommé.
Au mois d'octobre, le squat de la rue du Tunnel est à son tour expulsé.
Jean Claude Amara, artiste de variété, François Breteau, avocat et conseiller parisien "les Verts", Alain Krivine, responsable de la LCR et Henri Malberg, conseiller parisien PCF, Jean Christophe Cambadelis, conseiller parisien PS, et de nombreux autres rejoindront à sa création la nouvelle association, concurrente du CML, et en deviendront ses soutiens.
La nouvelle association insiste auprès des familles afin qu'elles acceptent des relogements dans des habitats anciens et mal rénovés avec des baux précaires, les adhérents du comité seront alors appelés des "jusqu’au-boutistes" et assimilés par les futurs protagonistes de la Gauche Plurielle aux partisans emprisonnés du groupe de lutte armée Action Directe.
En février 1991, le CML ouvre une nouvelle permanence au 53 de la rue de la Fontaine au Roi.
Fort de plusieurs centaines d'adhérents, le Comité des Mal-Logés s'auto-dissout en 1994 après une chute brutale de ses effectifs.
« Tel Janus, ce comité a un double visage : celui d'une association humanitaire (…) celui, officieux, d'une structure politique efficace au service de la frange la plus radicale de l'ultra-gauche. Un certain nombre d'individus (…) liés à une organisation extrémiste aujourd'hui dissoute, ont réussi à infiltrer ce squat et ceux avoisinants, ainsi qu'à les structurer pour en faire une masse de manœuvre (…) Les responsables du Comité des mal logés exploitent la situation des familles expulsées à des fins inavouables. (Ces squats) sont structurés de façon très hiérarchisée et selon des principes paramilitaires. »

(Extraits d’une déclaration à la presse de Michel Charzat, député socialiste du 20e arrondissement de Paris, mai 1990 ),.